# Comuna Verhoricicea, Bahciîsarai
Verhoricicea (în ucraineană Верхоріччя) este o comună în raionul Bahciîsarai, Republica Autonomă Crimeea, Ucraina, formată din satele Baștanivka, Kudrine, Mașîne, Peredușcelne, Sînapne și Verhoricicea (reședința).

## Demografie
Componența lingvistică a comunei Verhoricicea
     Rusă (80,92%)
     Tătară crimeeană (15,63%)
     Ucraineană (2,36%)
     Alte limbi (0,27%)
Conform recensământului din 2001, majoritatea populației comunei Verhoricicea era vorbitoare de rusă (80,92%), existând în minoritate și vorbitori de tătară crimeeană (15,63%) și ucraineană (2,36%).